# فيير (ألبانيا)
فيير هي مدينة، تتبع محافظة فير، ومقاطعة فيير، وFier municipality ‏، هي عاصمة مقاطعة فيير، وFier municipality ‏، بلغ عدد سكانها 55٬845 نسمة، تبلغ مساحتها 78 كيلومتر مربع، رمزها البريدي هو 9301–9305.

## مدن توأم
المدن التوأم:
- كليفلاند، أوهايو.

## أعلام
- جينك موليكي
- كايدي باري
- دينيس دودا
- أوديسه روشي
- ايليني فوريرا